# كازوهيكو شينغوج
كازوهيكو شينغوج (باليابانية: 眞行寺 和彦) (5 فبراير 1986 في طوكيو في اليابان – )؛ هو لاعب كرة قدم ياباني سابق كان يلعب كلاعب وسط.

## وصلات خارجية
- كازوهيكو شينغوج على موقع رابطة كرة القدم اليابانية للمحترفين (اليابانية)
- كازوهيكو شينغوج على موقع Soccerway.com (الإنجليزية)